# Görwihl
Görwihl är en kommun och ort i Landkreis Waldshut i regionen Schwarzwald-Baar-Heuberg i Regierungsbezirk Freiburg i förbundslandet Baden-Württemberg i Tyskland.
Kommunen bildades 1 januari 1975 genom en sammanslagning av kommunerna Görwihl, Engelschwand, Niederwihl, Oberwihl, Rüßwihl, Segeten och Strittmatt.